# サタデリ!
『サタデリ!』は『おかデリ』の拡大版として、2017年4月1日から2019年3月30日まで放送されていた南海放送のローカル情報番組である。
前身の『おかデリ』は、『おかえりテレビ デリシャス』として2008年4月4日から開始し、改題を経て2017年3月24日まで放送。本項では、前身の『おかえりテレビ デリシャス』および『おかデリ』も一括で取り扱う。

## 概要
2008年4月4日に『おかえりテレビ デリシャス』と題してスタート。南海放送の金曜夕方ワイド番組には『おかえりテレビWEEKEND』があったが、『おかえりテレビ』と統合されて一旦は終了した。
『おかえりテレビ』内での『NNN Newsリアルタイム』ネット時間が拡大し、地域情報番組よりも報道番組としての色彩が強くなっていったこともあり、2008年3月時点では、16時台の純粋な愛媛ローカルの情報番組としてはテレビ愛媛の『新鮮!まる生愛媛』が唯一の存在となっていた。
そのような背景の中で、金曜日のみながら、地域情報の発信を強化する番組として本番組の放送が開始された。こうした背景から、番組内容としては以前の『おかえりテレビ』17時台で放送されていた料理コーナーが改題して復活するなど、かつての『おかえりテレビ』が担っていた情報ワイド番組要素が集約された形となっていた。
その後、『おかえりテレビ』が2009年3月に終了したことから、本番組がおかえりテレビシリーズ唯一の番組となったが、タイトルの改変は無く、1年半はそのままのタイトルで放送が続けられ、2010年10月の番組改編を機に、番組名の略称であった『おかデリ』に正式にタイトル変更をした。ただし、番組内容の方は変更されず、改題前の2009年4月から2016年3月25日までの7年間を江刺･佐伯ペアで放送してきた。2016年4月改編では、開始当初から出演している佐伯アナウンサーは続投するも、江刺アナウンサーが土曜日の『えひめのクイズバラエティSHOW!! Qクエ!』に出演するために番組を卒業し、新たに松本直幸・竹内愛希アナウンサーが加わり、気象予報士として江刺･佐伯ペア時代から天気コーナーに出演していた水口佳美もメインキャスター陣に加わった。2017年4月改編により、当時月曜から木曜まで実施していた日本テレビnews every.第1部の同時ネットを金曜にも拡大する事となった為、放送枠を土曜昼に移動すると同時に『サタデリ!』に改題。キユーピー3分クッキングを内包する形での2部構成となり、第1部では直前のNNNストレイトニュースで放送していない県内ニュースも取り扱うようになった。
2019年4月6日からは新ローカル情報番組『Beans』を開始。本番組からは、気象情報を担当する水口が引き続き気象情報担当として出演している。

## キャスター

### 2008年4月から2009年3月まで
- 佐伯りさ（南海放送アナウンサー）
- 山本清文（劇団員）

### 2009年4月から2016年3月まで
- 江刺伯洋（南海放送アナウンサー）
- 佐伯りさ（南海放送アナウンサー）

### 2016年4月から2017年3月まで
- 佐伯りさ（南海放送アナウンサー）
- 松本直幸（南海放送アナウンサー）
- 水口佳美（気象予報士）
- 竹内愛希（南海放送アナウンサー）

### 2017年4月から2019年3月まで
- 佐伯りさ（南海放送アナウンサー）
- 西木恵美里（元南海放送アナウンサー）
- 水口佳美（気象予報士）
- 近藤幸志郎

## 放送時間

### おかデリ
- 金曜 15:53 - 16:50（2008年4月4日 - 2016年3月25日）
- 金曜 15:53 - 16:53（2016年4月1日 - 2017年3月24日）

### サタデリ!
- 土曜 11:35 - 12:55（2017年4月1日 - 2019年3月30日）

※11:45 - 11:55は『キユーピー3分クッキング』のため中断。

## コーナー

### 2017年4月より
※◆は『サタデリ!』で新設されたもの。
- 見トク!知っトク!デリ得!!
- 今コレ!
- 中村和憲のHAPPY★レシピ（隔週）
  - おかデリキッチンをリニューアル。
- エミデリ（隔週）
- サタデリポシュレ
- デリ×スマ
  - サタデリ法律相談所
  - ビッグママのはみ出し子育て
  - みな天
  - シネマ情報
  - 幸志郎のかんたんストレッチ◆
  - YELL!!◆

### 2017年3月時点
- 見トク!知っトク!デリ得!!（通称『デリ得!!』）
- 今コレ!－女子アナ限定
- 全国お取りよせグルメ

※2016年12月からレギュラー化に変更。
- おかデリキッチン（隔週）
- エミデリ（隔週）
- おかデリポシュレ
- おかデリ法律相談所
- はみ出し子育て
- みな天
- シネマ情報

## 備考

### おかデリ
- 新聞等のテレビ番組欄には、後座番組『News Ch.4』と一括で『おかデリ・NEWSチャンネル4』と表記されていた[要出典]。